# Ligue mondiale de volley-ball 2013
Navigation
Ligue mondiale 2012 Ligue mondiale 2014
La 24e édition de la Ligue mondiale de volley-ball se déroule sur cinq week-end, du 31 mai au 30 juin 2013, pour la phase intercontinentale et du 17 au 21 juillet pour la phase finale.

## Formule de la compétition
Dans la phase intercontinentale, 18 équipes sont réparties en trois poules, les poules A et B ont été déterminées suivant le classement FIVB du 13 août 2012 sur les douze meilleures classées. La poule C réunit les six autres équipes.
Les trois équipes les mieux classées de chaque poule jouent trois matchs à domicile, les autres n'en jouent que deux. 
6 équipes seront qualifiées pour la phase finale qui se déroulera du 17 au 21 juillet 2013 à Mar del Plata en Argentine.

Ces équipes seront :

- Les deux premiers des poules A et B

- Le premier de la poule C

- Le pays organisateur .

Pour la troisième année le système de comptabilisation des points est : 

- Pour une victoire par 3-0 ou 3-1, le vainqueur obtient 3 points, le perdant 0 point.
- Pour une victoire par 3-2, le vainqueur obtient 2 points, le perdant 1 point.

Pour départager les équipes en cas d'égalité on utilise les critères suivants :
1. Nombre de matchs gagnés
2. Ratio des sets
3. Ratio des points

## Les équipes
- 18 équipes disputent cette édition de la Ligue mondiale :
  - Les 14 meilleures équipes de la Ligue mondiale 2012
  - L'  Iran et les  Pays-Bas via les éliminatoires
  - Le  Japon et l' Égypte obtiennent une wild-card pour participer à cette édition à la suite de l'agrandissement de 16 à 18 équipes[2]
  - Le  Portugal qui remplace l'Égypte par la suite[3].

| Poule A        | Poule B        | Poule C           |
| Brésil (1)     | Russie (2)     | Canada (18)       |
| Pologne (4)    | Italie (3)     | Corée du Sud (22) |
| États-Unis (5) | Cuba (6)       | Finlande (31)     |
| Bulgarie (8)   | Serbie (7)     | Pays-Bas (41)     |
| Argentine (9)  | Allemagne (10) | Portugal (36)     |
| France (16)    | Iran (14)      | Japon (19)        |

## Tour intercontinental

### Poule A
| # | Équipe     | Pts | J  | G | Gt | Pt | P | Sp | Sc | Ratio | Pp  | Pc   | Ratio |
| 1 | Brésil     | 25  | 10 | 7 | 2  | 0  | 1 | 28 | 11 | 2.545 | 928 | 835  | 1.111 |
| 2 | Bulgarie   | 19  | 10 | 5 | 2  | 0  | 3 | 23 | 15 | 1.533 | 865 | 855  | 1.012 |
| 3 | France     | 15  | 10 | 2 | 3  | 3  | 2 | 21 | 23 | 0.913 | 966 | 971  | 0.995 |
| 4 | Pologne    | 14  | 10 | 2 | 2  | 4  | 2 | 21 | 24 | 0.875 | 966 | 1006 | 0.96  |
| 5 | États-Unis | 12  | 10 | 3 | 1  | 1  | 5 | 18 | 21 | 0.857 | 913 | 877  | 1.041 |
| 6 | Argentine  | 5   | 10 | 1 | 0  | 2  | 7 | 11 | 28 | 0.393 | 817 | 911  | 0.897 |

### Poule B
| # | Équipe    | Pts | J  | G | Gt | Pt | P | Sp | Sc | Ratio | Pp  | Pc  | Ratio |
| 1 | Italie    | 19  | 10 | 4 | 3  | 1  | 2 | 25 | 16 | 1.563 | 953 | 896 | 1.064 |
| 2 | Russie    | 19  | 10 | 4 | 3  | 1  | 2 | 25 | 16 | 1.563 | 939 | 889 | 1.056 |
| 3 | Allemagne | 17  | 10 | 4 | 1  | 3  | 2 | 21 | 19 | 1.105 | 865 | 878 | 0.985 |
| 4 | Serbie    | 16  | 10 | 3 | 2  | 3  | 2 | 22 | 22 | 1     | 958 | 992 | 0.966 |
| 5 | Iran      | 15  | 10 | 3 | 2  | 2  | 3 | 20 | 21 | 0.952 | 929 | 898 | 1.035 |
| 6 | Cuba      | 4   | 10 | 1 | 0  | 1  | 8 | 9  | 28 | 0.321 | 794 | 885 | 0.897 |

### Poule C
| # | Équipe       | Pts | J  | G | Gt | Pt | P | Sp | Sc | Ratio | Pp  | Pc  | Ratio |
| 1 | Canada       | 23  | 10 | 7 | 1  | 0  | 2 | 26 | 11 | 2.364 | 881 | 771 | 1.143 |
| 2 | Pays-Bas     | 22  | 10 | 7 | 0  | 1  | 2 | 25 | 14 | 1.786 | 935 | 881 | 1.061 |
| 3 | Corée du Sud | 13  | 10 | 4 | 0  | 1  | 5 | 16 | 22 | 0.727 | 840 | 893 | 0.941 |
| 4 | Finlande     | 12  | 10 | 3 | 1  | 1  | 5 | 18 | 21 | 0.857 | 864 | 896 | 0.964 |
| 5 | Portugal     | 11  | 10 | 2 | 2  | 1  | 5 | 16 | 24 | 0.667 | 908 | 949 | 0.957 |
| 6 | Japon        | 9   | 10 | 2 | 1  | 1  | 6 | 16 | 25 | 0.64  | 895 | 933 | 0.959 |

## Phase finale
La phase finale se déroule à Mar del Plata (Argentine) du 17 au 21 juillet 2013.

2 groupes de 3 constituent cette phase finale.
Les 2 premiers de chaque poule passent et s'affrontent dans des demi-finales croisées (1er poule D - 2e poule E et 2e poule D - 1er poule E).

Les vainqueurs disputent la finale, les vaincus la finale pour la 3e place.

### Composition des groupes
Source : fivb.org
| Poule D                | Poule E            |
| Organisateur Argentine | 1er poule A Brésil |
| 1er poule B Italie     | 1er poule C Canada |
| 2e poule A Bulgarie    | 2e poule B Russie  |

### Poule D
| # | Équipe    | Pts | J | G | Gt | Pt | P | Sp | Sc | Ratio | Pp  | Pc  | Ratio |
| 1 | Italie    | 6   | 2 | 2 | 0  | 0  | 0 | 6  | 2  | 3     | 192 | 173 | 1.11  |
| 2 | Bulgarie  | 3   | 2 | 1 | 0  | 0  | 1 | 4  | 4  | 1     | 187 | 191 | 0.979 |
| 3 | Argentine | 0   | 2 | 0 | 0  | 0  | 2 | 2  | 6  | 0.333 | 181 | 196 | 0.923 |

### Poule E
| # | Équipe | Pts | J | G | Gt | Pt | P | Sp | Sc | Ratio | Pp  | Pc  | Ratio |
| 1 | Brésil | 4   | 2 | 1 | 0  | 1  | 0 | 5  | 3  | 1.667 | 177 | 176 | 1.006 |
| 2 | Russie | 3   | 2 | 0 | 1  | 1  | 0 | 5  | 5  | 1     | 215 | 203 | 1.059 |
| 3 | Canada | 2   | 2 | 0 | 1  | 0  | 1 | 3  | 5  | 0.6   | 172 | 185 | 0.93  |

### Tableau final
|  | Demi-finales                                          | Demi-finales                                     |                        |   | Finale                                     | Finale                                     |
|  | Demi-finales                                          | Demi-finales                                     |                        |   | Finale                                     | Finale                                     |
|  |                                                       |                                                  |                        |   |                                            |                                            |
|  | 20-07-13, Mar del Plata, 12-25 23-25 26-24 20-25      | 20-07-13, Mar del Plata, 12-25 23-25 26-24 20-25 |                        |   | 21-07-13, Mar del Plata, 25-23 25-19 25-19 | 21-07-13, Mar del Plata, 25-23 25-19 25-19 |
|  | 20-07-13, Mar del Plata, 12-25 23-25 26-24 20-25      | 20-07-13, Mar del Plata, 12-25 23-25 26-24 20-25 |                        |   | 21-07-13, Mar del Plata, 25-23 25-19 25-19 | 21-07-13, Mar del Plata, 25-23 25-19 25-19 |
|  | Italie                                                | 1                                                |                        |   | 21-07-13, Mar del Plata, 25-23 25-19 25-19 | 21-07-13, Mar del Plata, 25-23 25-19 25-19 |
|  | Italie                                                | 1                                                |                        |   | 21-07-13, Mar del Plata, 25-23 25-19 25-19 | 21-07-13, Mar del Plata, 25-23 25-19 25-19 |
|  | Russie                                                | 3                                                |                        |   | 21-07-13, Mar del Plata, 25-23 25-19 25-19 | 21-07-13, Mar del Plata, 25-23 25-19 25-19 |
|  | Russie                                                | 3                                                | Russie                 | 3 |                                            |                                            |
|  | 20-07-13, Mar del Plata, 25-12 25-17 23-25 25-16      |                                                  | Russie                 | 3 |                                            |                                            |
|  |                                                       | Brésil                                           | 0                      |   |                                            |                                            |
|  | Brésil                                                | Brésil                                           | 0                      | 3 |                                            |                                            |
|  | Brésil                                                |                                                  |                        | 3 |                                            |                                            |
|  | Bulgarie                                              | 1                                                |                        |   |                                            |                                            |
|  | Bulgarie                                              | 1                                                | Match pour la 3e place |   |                                            |                                            |
|  |                                                       |                                                  |                        |   |                                            |                                            |
|  | 21-07-13, Mar del Plata, 21-25 25-21 25-20 21-25 15-7 |                                                  |                        |   |                                            |                                            |
|  |                                                       |                                                  |                        |   |                                            |                                            |
|  | Italie                                                | 3                                                |                        |   |                                            |                                            |
|  | Italie                                                | 3                                                |                        |   |                                            |                                            |
|  | Bulgarie                                              | 2                                                |                        |   |                                            |                                            |
|  | Bulgarie                                              | 2                                                |                        |   |                                            |                                            |

## Classement final
| Place              | Équipe       |
| ------------------ | ------------ |
| Médaille d'or      | Russie       |
| Médaille d'argent  | Brésil       |
| Médaille de bronze | Italie       |
| 4                  | Bulgarie     |
| 5                  | Canada       |
| 6                  | Argentine    |
| 7                  | Allemagne    |
| 8                  | Serbie       |
| 9                  | Iran         |
| 10                 | France       |
| 11                 | Pologne      |
| 12                 | États-Unis   |
| 13                 | Cuba         |
| 14                 | Pays-Bas     |
| 15                 | Corée du Sud |
| 16                 | Finlande     |
| 17                 | Portugal     |
| 18                 | Japon        |

### Distinctions individuelles

#### Récompenses lors du tour final
- MVP : Nikolaï Pavlov
- Meilleur attaquant : Tsvetan Sokolov
- Meilleur central : Dmitri Muserski
- 2e meilleur central : Emanuele Birarelli
- Meilleur réceptionneur-attaquant : Ivan Zaytsev
- 2e meilleur réceptionneur-attaquant : Ricardo Lucarelli
- Meilleur passeur : Bruno Rezende
- Meilleur libéro : Mário Pedreira